# The Sawdust Doll
The Sawdust Doll è un film muto del 1919 diretto da William Bertram.

## Trama
La piccola Sally Lou, la figlia di Jim, il fabbro del villaggio, gioca con la sua bambola di pezza, riempita di segatura, fingendo che quella sia la madre morta. Jim si sposa con Rose, un'estetista arrivata per caso in città, ma la nuova madre non ama la figliastra. Così, quando Jim si arruola nell'esercito, Rose, invece di prendersi cura della bambina, progetta di scappare con Raynor, il farmacista. Sally Lou scopre che Raynor è in realtà una spia tedesca che sta organizzando un attentato contro il treno militare su cui si trova anche Jim. La bambina avvisa Rose e le due cercano di salvare il treno: Sally Lou brucia la bambola, usandola come torcia per avvisare il macchinista che riesce a fermare il convoglio in tempo. Rose, pentita, promette di essere da quel momento in poi una buona madre per la bambina.

## Produzione
Il film fu prodotto dalla Diando Film Corporation.

## Distribuzione
Distribuito dalla Pathé Exchange, il film uscì nelle sale cinematografiche USA il 20 aprile 1919. In Francia, venne distribuito dalla Pathé Frères il 5 settembre 1919 con il titolo La Poupée de son.